# Mahmud Vaezí
Mahmud Vaezí (n. en Teherán, 13 de septiembre de 1952) es un ingeniero y político iraní, fundador del Partido de la Moderación y el Desarrollo y ministro de Comunicaciones y Tecnologías de la Información de la República Islámica de Irán desde el 15 de agosto de 2013, además de director del Centro Nacional del Espacio Virtual de Irán y secretario de estudios exteriores del Centro de Estudios Estratégicos de la Asamblea de Discernimiento del Interés del Estado. Es doctor en relaciones internacionales y posee una maestría en Ingeniería electrónica.